# Mansfield College
Il Mansfield College è uno dei collegi costituenti l'Università di Oxford. Fondato nel 1886, è uno dei collegi più piccoli con un corpo studentesco che non supera le 350 unità. Prende le sue origini dallo Spring Hill College di Birmingham che fu eretto nel 1838 per permettere a coloro che non seguivano i dettami della Chiesa anglicana di studiare a livello universitario. Dopo che nel 1871 vennero aboliti gli esami di teologia fino ad allora obbligatori in qualsiasi disciplina ad Oxford, Cambridge e Durham, il collegio prese sede nella città di Oxford. Le donne furono ammesse a partire dal 1913.
Gli ideali liberali del collegio sono ancora espressi nella struttura e funzioni della cappella del collegio: le vetrate ritraggono personaggi come William Penn.

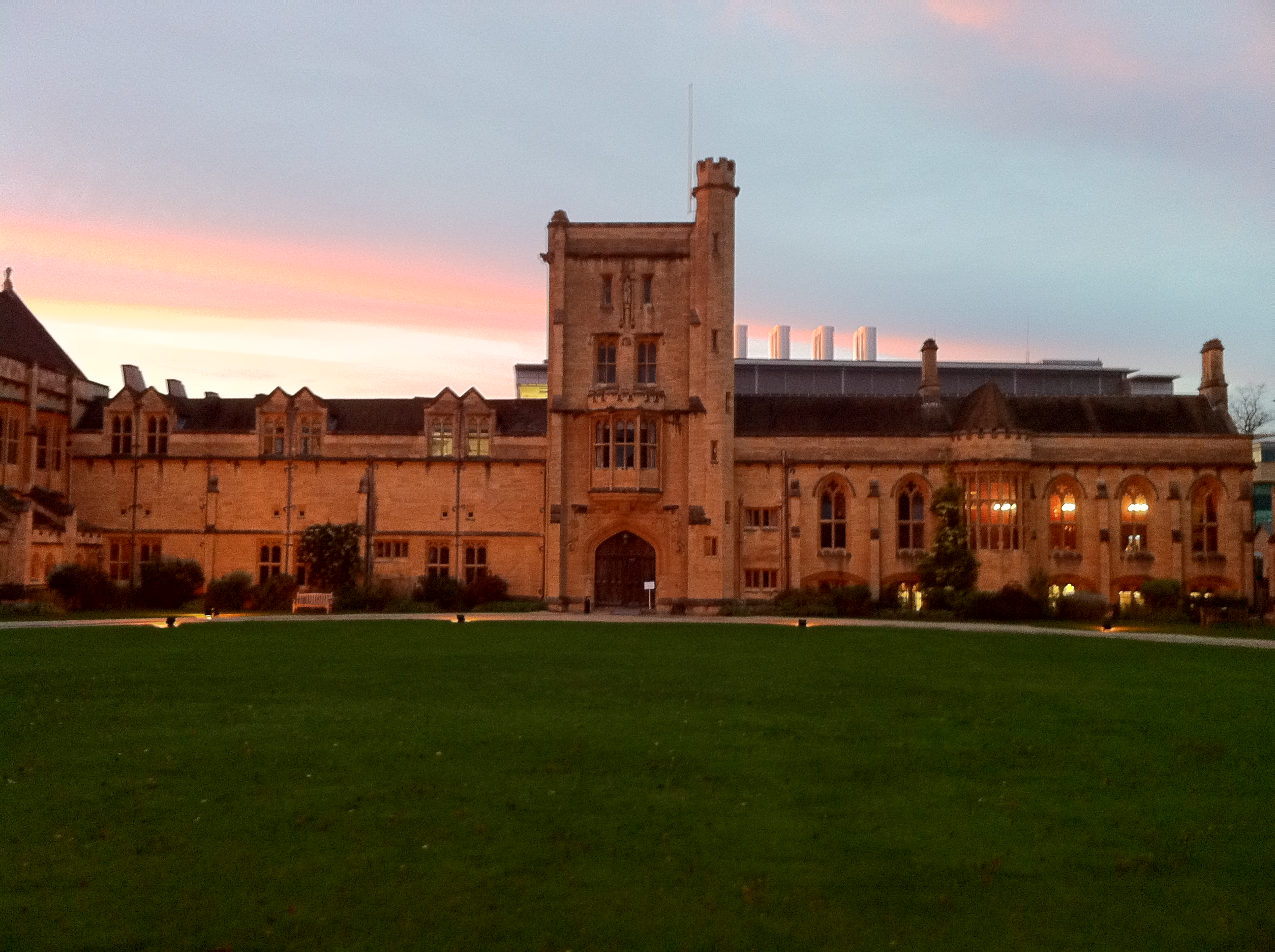
Il Mansfield College; sullo sfondo si intravede il dipartimento universitario di chimica